# Niky

Niky est une série de bande dessinée parue la première fois en 1980 dans le journal de Tintin.
- Scénario : Dupa.
- Dessins : Dupa.

## Naissance de la série
« C’est un accident de parcours. J’avais un excellent ami dont la maison était voisine d’une entreprise de transport. Et un jour, de son jardin, j’aperçois sur le parking un camion qui sort du lot parmi tous ceux qui peuplaient l’endroit… De là est venue cette idée de créer une histoire avec un camionneur.  En fait, je me disais que, quand on parcourt la planète avec un bac pareil, le pare-brise devient un écran de télévision où l’on voit défiler le monde. »

## Albums aux éditionsLombard
- Tome 1 : Fausse note pour un camionneur (1985).
- Tome 2 : Le huitième sarcophage (1986).
- Tome 3 : Un iceberg au soleil (1988).